# Vico Equense (stolica tytularna)

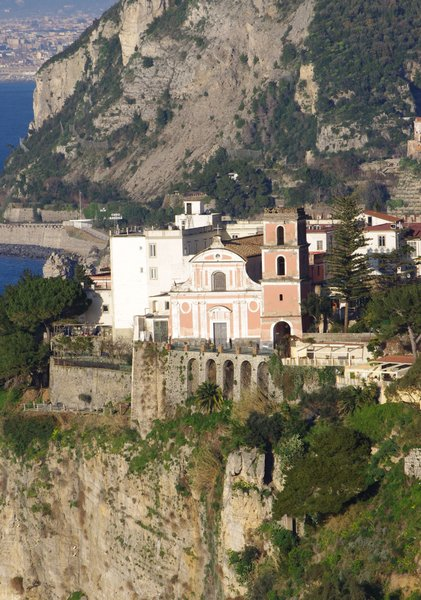
Dawna katedra diecezjalna w Vico Equense

Vico Equense (łac. Vicanus) – stolica historycznej diecezji w Italii erygowanej około 650 roku, a włączonej w roku 1818 w skład archidiecezji Sorrento.
Współczesne miasto Vico Equense znajduje się w Prowincji Salerno we Włoszech. Obecnie katolickie arcybiskupstwo tytularne ustanowione w 1968 przez papieża Pawła VI.

## Biskupi tytularni
| Lp. | Biskup                 | Funkcja                                        | Od                  | Do               |
| --- | ---------------------- | ---------------------------------------------- | ------------------- | ---------------- |
| 1   | Pierre Bertrand Chagué | biskup pomocniczy Lyonu (Francja)              | 2 lipca 1969        | 18 stycznia 1975 |
| 2   | Jean-François Arrighi  | wiceprzewodniczący Papieskiej Rady ds. Rodziny | 17 kwietnia 1985    | 1 grudnia 1998   |
| 3   | Alain Lebeaupin        | nuncjusz apostolski                            | 7 grudnia 1998      | 24 czerwca 2021  |
| 4   | Dieudonné Datonou      | nuncjusz apostolski                            | 7 października 2021 |                  |